# Jacob Schmidheiny (Unternehmer, 1943)
Jakob Schmidheiny (* 1943 in Heerbrugg) ist ein Schweizer Unternehmer. Er gehört zur Industriellenfamilie Schmidheiny und baute die familieneigenen Zürcher Ziegeleien durch Firmenübernahmen zum börsenkotierten Konzern Conzzeta aus.

## Leben
Jacob Schmidheiny III. ist der Sohn von Peter Schmidheiny. In der Familie Schmidheiny gehört er zur vierten Generation zusammen mit Thomas Schmidheiny und Stephan Schmidheiny, wobei er den Vornamen seines Urgrossvaters und Begründers dieser Dynastie, Jacob I., trägt.
Sein Studium der Wirtschaftswissenschaften schloss er mit dem Lizenziat lic. oec. publ. ab. Er trat 1975 in die von seinem Vater präsidierten Zürcher Ziegeleien ein und wurde Mitglied deren Geschäftsleitung. Von 1978 bis zum Tod seines Vaters in 2001 war er Vorsitzender der Konzernleitung. Zudem war er von 1984 bis 2014 Verwaltungsratspräsident dieses Konzerns. Nachdem er noch 1981 eine neue Dachziegelfabrik erstellen liess, wurden nur noch bestehende Anlagen erneuert. Weil im kapitalintensiven Ziegeleigeschäft langfristige Überlegungen gemacht werden mussten und Schmidheiny wegen der Konkurrenz durch Beton nicht an bedeutendes Wachstum für Ziegel glaubte, suchte er Diversifikation. Unter seiner strategischen Leitung wurden kleinere Firmen aus unterschiedlichen Wirtschaftszweigen zugekauft, um den voraussichtlichen Rückgang beim Ziegeleigeschäft auszugleichen. Dazu gehörten die Firmen Fritz Nauer AG (Schaumstoffe), Arova/Mammut (Sportartikel), Schmid Ryner (Farben) und schliesslich 1994 die Bystronic-Gruppe (Glasbearbeitung, später Laser-Blechbearbeitungsmaschinen). Das Ziegelei-Stammgeschäft wurde konsequenterweise 1999 an die österreichische Wienerberger AG verkauft. Die Zürcher Ziegeleien wurden in Conzzeta umbenannt.
Beim Aktionariat wurden aus ursprünglich drei Familienteilhabern über die Zeit 50 beteiligte  Familienangehörige, sodass ihre Interessen schwierig zu koordinieren wurden. Deshalb schlossen sich einige Teilhaber durch einen Aktionärsbindungsvertrag enger als Ankeraktionäre zusammen und überliessen den übrigen Familienaktionären Freiheiten, welche zuvor in die Tegula AG (82 % Anteil an Conzzeta) eingebunden waren. Zudem wurden 2014 die Firmenleitung und der Verwaltungsrat durch Zuzug von externen Führungskräften erneuert. Seither ist Schmidheiny nur noch einfacher Verwaltungsrat von Conzzeta.
Zusammen mit den übrigen Ankeraktionären ist Schmidheiny immer noch wichtiger Miteigentümer dieses Konzerns wie auch der durch Abspaltung 2015 entstandenen Immobilienfirma Plazza. Unter seinen Nachfolgern wurde inzwischen Conzzeta auf nur noch einen Geschäftsbereich konzentriert und in bystronic umbenannt.

## Privat
Schmidheiny ist mit Margrit Pfister verheiratet und hat einen Sohn und eine Tochter.

## Weitere Tätigkeiten
- 1981 bis 2003: Verwaltungsrat  von Unique, heute Flughafen Zürich AG
- 2015 bis 2019: Verwaltungsrat der Plazza AG